# Capitólio Estadual do Tennessee
O Capitólio Estadual do Tennessee (em inglês: Tennessee State Capitol) é a sede do governo do estado do Tennessee. Localizado na capital, Nashville, foi incluído no Registro Nacional de Lugares Históricos em 8 de julho de 1970.